# Штайн (Баварія)
Штайн (нім. Stein) — місто в Німеччині, розташоване в землі Баварія за 7 кілометрів від міста Фюрт та за 7 кілометрів від центру Нюрнберга. Підпорядковується адміністративному округу Середня Франконія. Входить до складу району Фюрт. Відоме в першу чергу завдяки великому виробнику канцелярських виробів Faber-Castell. Однією з принад міста є замок Фабера.
Площа — 19,52 км2. Населення становить 14 346 ос. (станом на 31 грудня 2020).

## Галерея

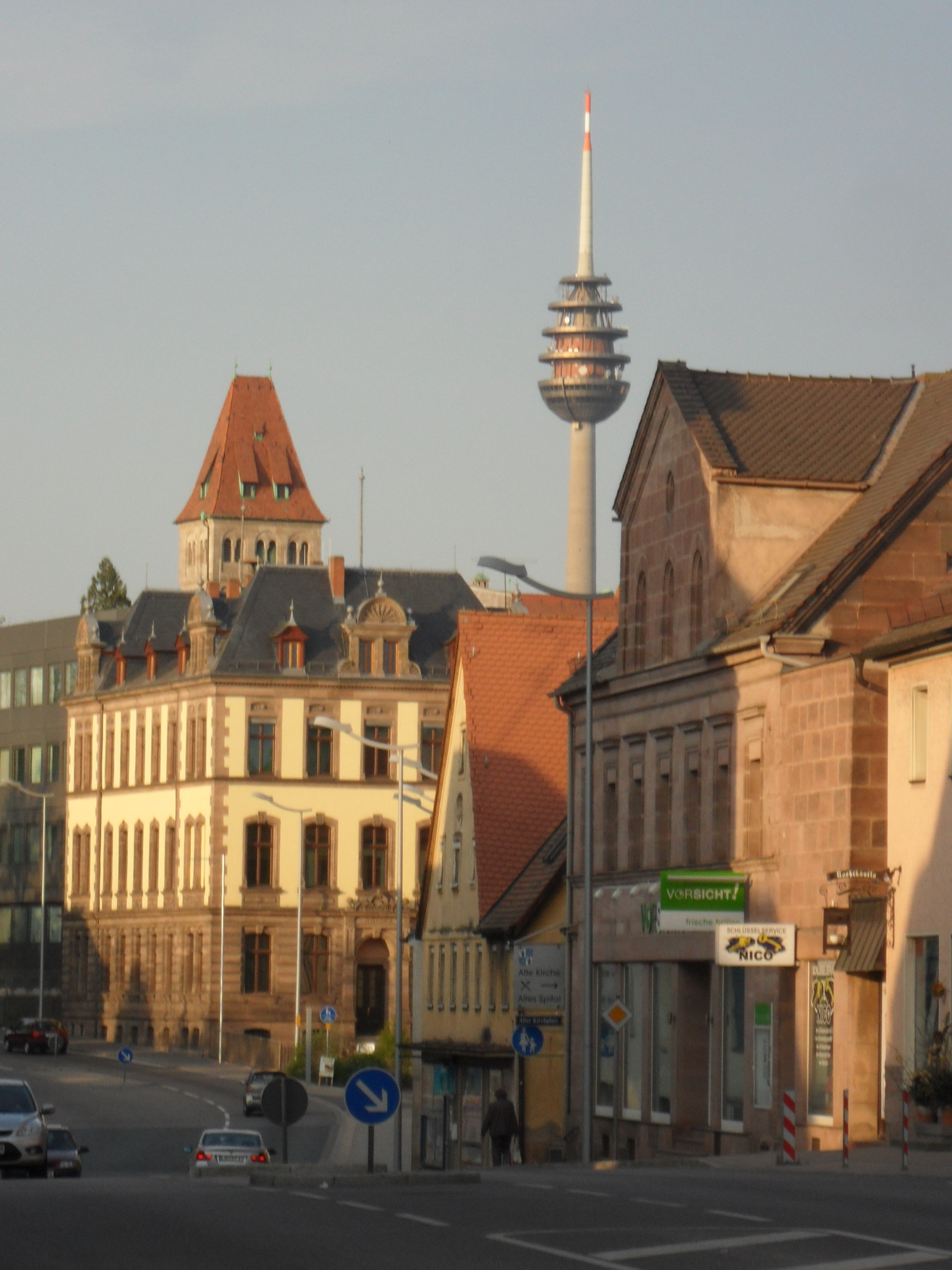
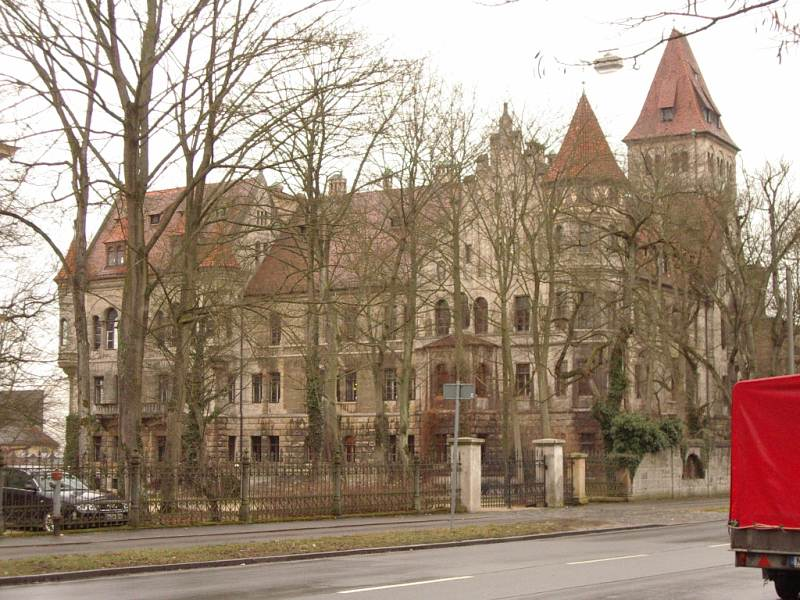
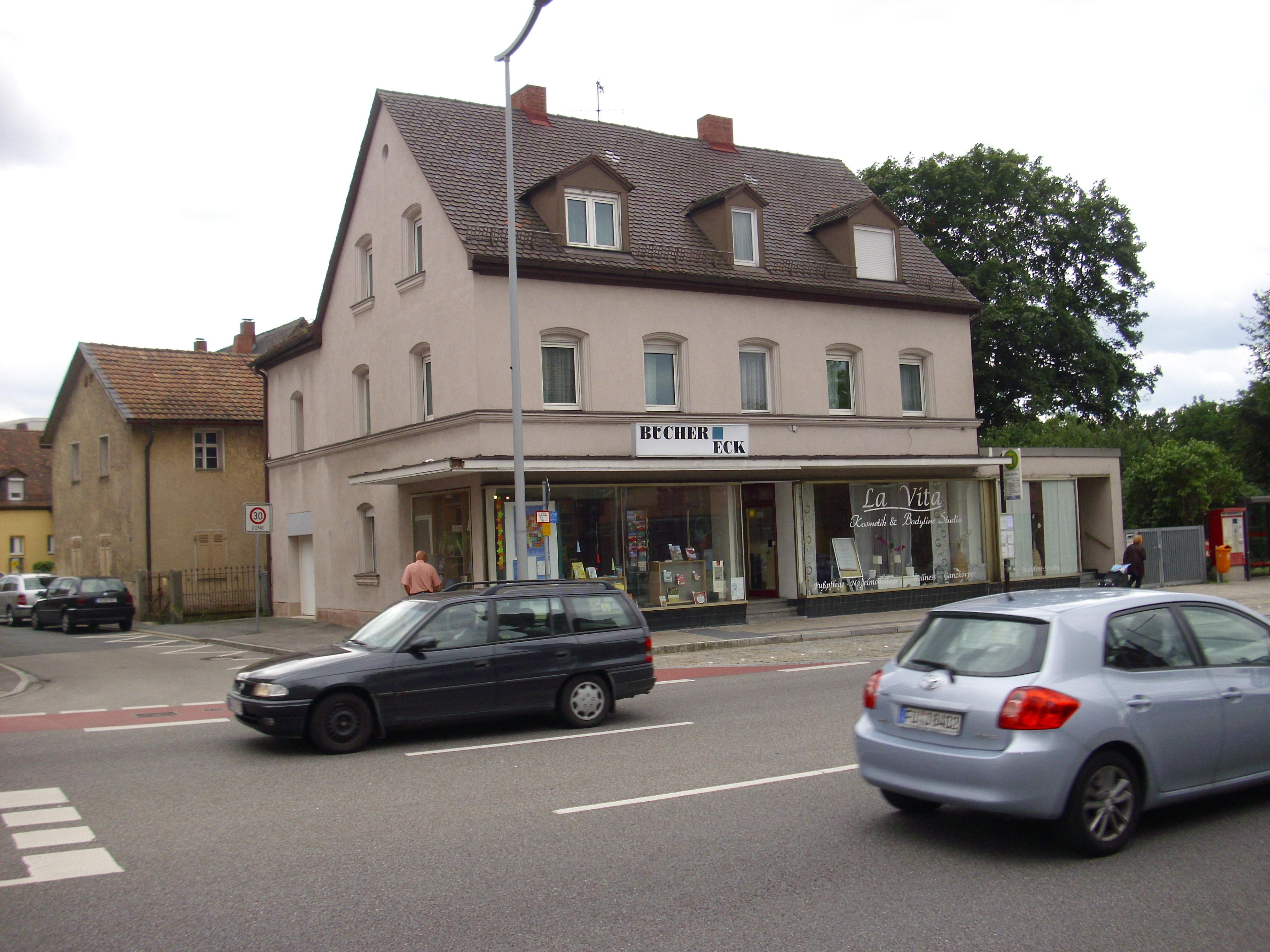
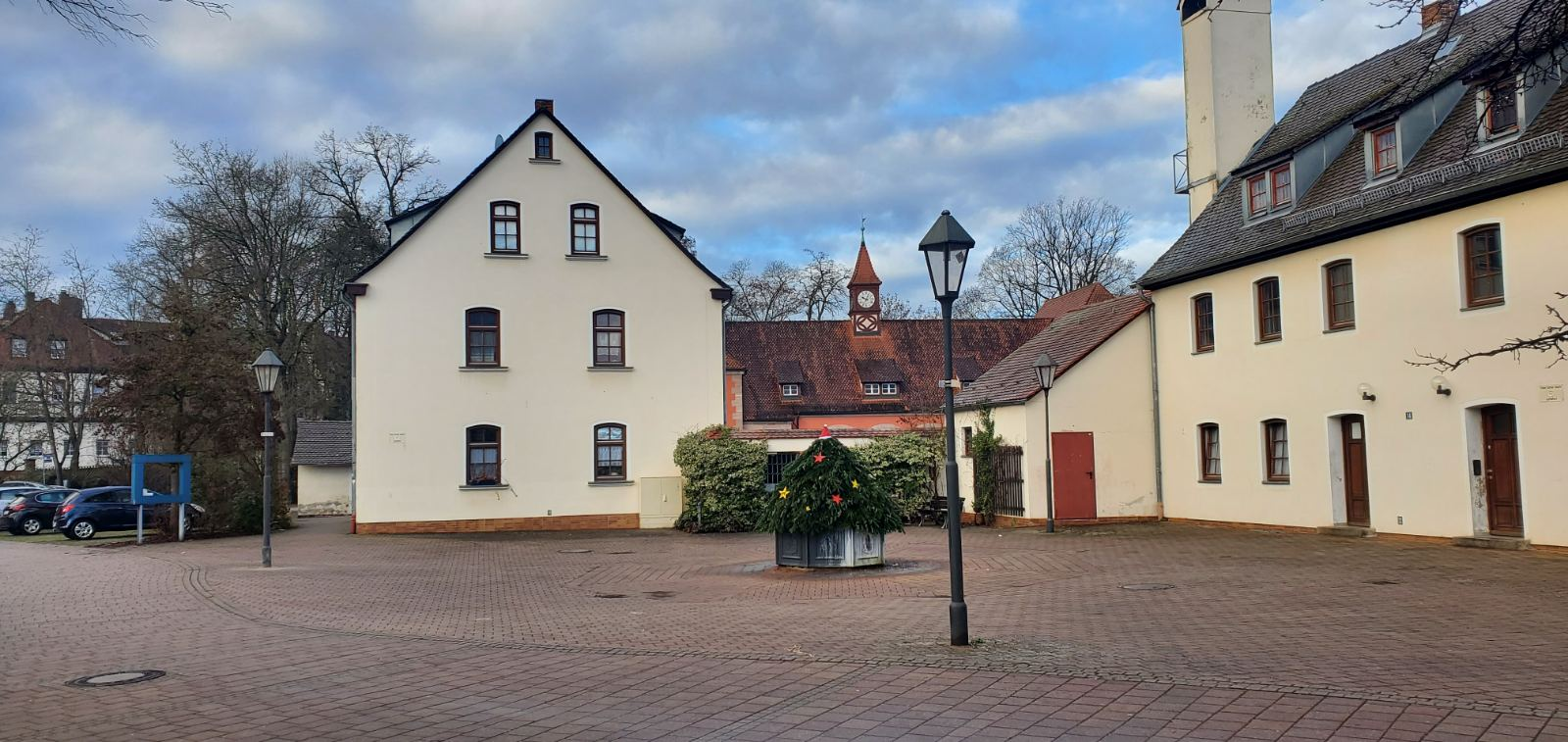
Мекленбургзька площа (Mecklenburger Platz) у місті Штайн (Баварія)
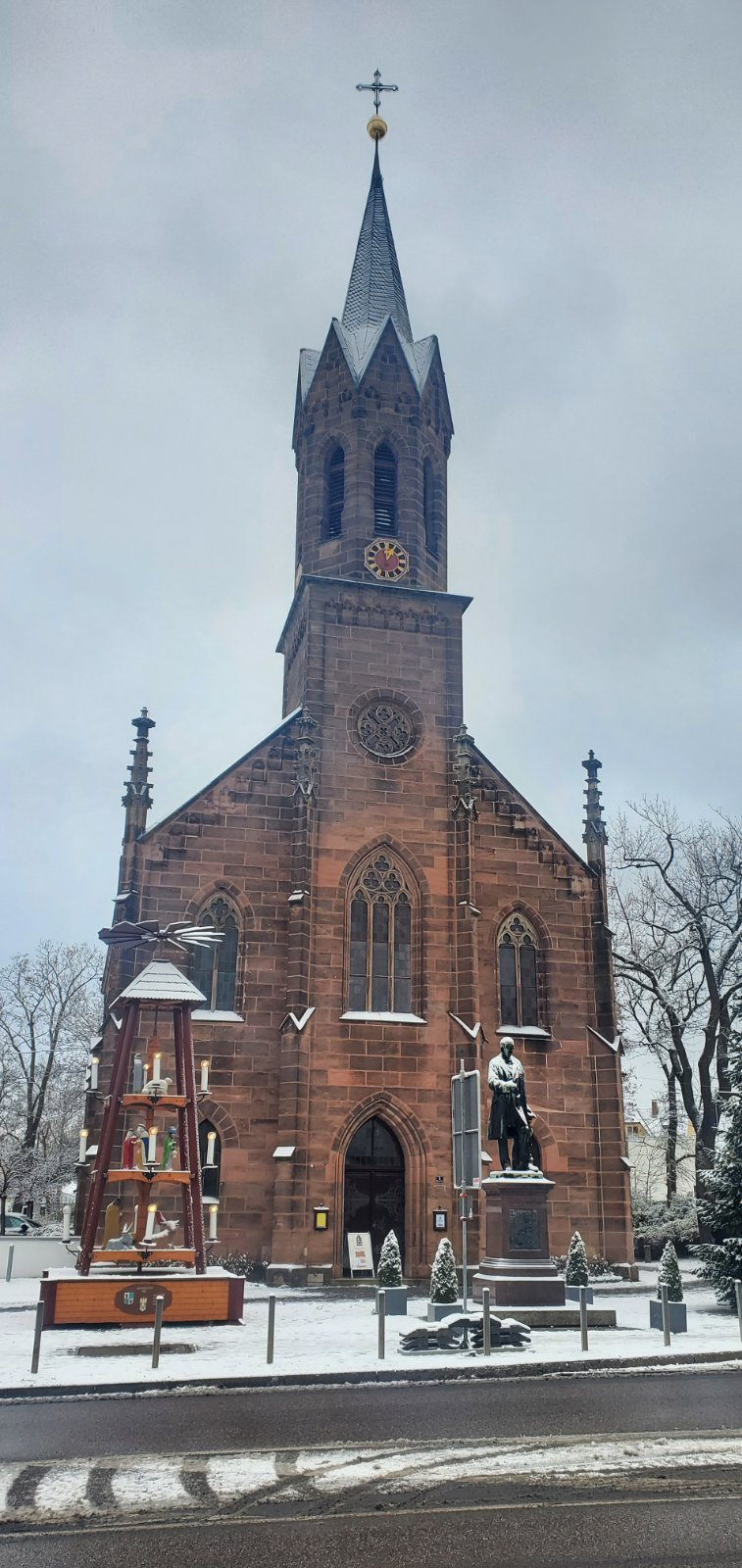
Церква Мартіна Лютера, побудована у 19 столітті в місті Штайн (Баварія, район Фюрт)